# Тілопо жовточеревий
Тілопо жовточеревий (Ptilinopus bernsteinii) — вид голубоподібних птахів родини голубових (Columbidae). Ендемік Індонезії. Вид названий на честь колекціонера Генріха Бернштейна.

## Опис
Довжина птаха становить 29 см, довжина хвоста становить 10,8-12,4 см, довжина дзьоба становить 14-17 мм. Статевий диморфізм слабо виражений.
У самця обличчя і тім'я сіро-зелені. Верхня частина тіла і груди яскраво-зелені, хвіст синьо-зелений з легким відблиском. Верхня частина грудей світло-зелена. на грудях яскраво-червона пляма, зверху окаймлена темно-фіолетовою смугою. Живіт жовтувато-оранжевий, гузка темно-червоно-коричнева. Стегна зелені. Дзьоб зеленуватий з жовтим кінчиком. У самиць голова більш зелена, червона пляма на грудях відсутня, живіт дещо темніший.

## Підвиди
Виділяють два підвиди:
- P. b. micrus (Jany, 1955) — острови Обі[en];
- P. b. bernsteinii (Jany, 1955) — острови Тернате, Хальмахера і Бачан.

## Поширення і екологія
Жовточереві тілопо поширені на островах Північного Малуку. Вони живуть у вологих рівнинних тропічних лісах. Зустрічаються на висоті від 180 до 2150 м над рівнем моря.

## Поведінка
Жовточереві тілопо живуть поодинці або парами, зграйки утворюють рідко. Ведуть прихований спосіб життя, живляться плодами, яких шукають на верхівках дерев, на землю спускаються рідко. Сезон розмноження триває з квітня по липень. Гніздо являє собою платформу з хмизу, типову для голубів, яка розміщується на вершині невисокого дерева. В кладці одне яйце.